# کوئست
کوئست (انگلیسی: Quest) شرکت نرم‌افزار آمریکایی است، که در سال ۱۹۸۷ تأسیس شد.